# Bill Brandt
Pour les articles homonymes, voir Brandt.
Bill Brandt né le 3 mai 1904 à Hambourg, et mort le 20 décembre 1983 à Londres est un photographe et photojournaliste anglais.

## Biographie
Hermann Wilhelm Brandt est né à Hambourg en Allemagne, d’un père anglais, dirigeant d’une société d’import-export et d’une mère allemande versée dans les arts.
Il suit très tôt des cours de dessin avec K. E. Ort, architecte de Prague. La plus grande partie de son éducation se déroule à Vienne.
Il grandit alors que la Première Guerre mondiale fait rage. Doté de la double nationalité anglaise et allemande, il en souffre beaucoup (en Allemagne durant la Première Guerre mondiale) et décide de renoncer à sa culture germanique.
Il contracte peu après la tuberculose et passe quatre ans, de 1924 à 1927, dans un sanatorium de Davos en Suisse. Il part ensuite pour Vienne pour poursuivre son traitement par une psychanalyse auprès de Wilhelm Stekel, un disciple de Freud contesté et parfois considéré comme un charlatan. Il fait la connaissance de la pédagogue, écrivaine et philanthrope Eugénie Schwartzwald chez qui il rencontrera le poète Ezra Pound dont il fera le portrait ainsi que divers représentants de l’avant-garde viennoise. C’est Eugénie Schwartzwald qui l’a introduit auprès de la photographe Grete Holliner chez qui il a appris le métier.

### Paris
Impressionné par son talent, Pound le recommande à Man Ray qui le prendra comme assistant en 1929 lorsque Bill Brandt arrivera à Paris.
Il vit alors l’âge d’or du surréalisme qui le marque profondément et fait la connaissance de Brassaï avec qui il noue des liens d’amitié. Outre son travail auprès de Man Ray, il fait de nombreuses photos des rues de Paris, sur les traces de Eugène Atget, mort quelques années plus tôt et tombé dans l’oubli, que les surréalistes redécouvrent et considèrent comme un « proto-surréaliste ».

### Londres
En 1931 après avoir voyagé avec sa femme Eva, il se rend à Londres où il commence un travail photographique documentaire sur les contrastes et les classes de la société britannique.
Il publie un ouvrage sur ce travail, The English at Home (1936) suivi par A Night in London (1938), influencé par Man Ray et par surtout le Paris de nuit de son ami Brassaï.
En 1938, dans un autre ouvrage publié, A Camera in London, il expose son credo sur la photographie.
À partir de 1937, il vit de contributions régulières à des magazines comme Harper’s Bazaar, Lilliput, Picture Post (ces deux derniers créés par un célèbre émigré allemand, Stefan Lorant) et The Bystander. Il se fait connaître par un reportage sur les inégalités sociales en Grande-Bretagne.
Après la Seconde Guerre mondiale, Brandt se concentre sur les portraits d’artistes britanniques pour Lilliput, le Picture Post et Harper’s Bazaar.
Il s’intéresse aux paysages et aux atmosphères qui s’en dégagent. Il compile ses images dans Literary Britain (1951). Enfin, avec un appareil grand angle Kodak (ceux qui étaient alors utilisés par la police), il se consacre au nu, travail qu’il publie dans Perspective of Nudes (1961).
La période créative d’après la Seconde Guerre mondiale se définit par un passage au travail au grand angle et des tirages de plus en plus contrastés, une atteinte du diabète déclenché pendant la guerre pouvant avoir influencé cette évolution.
Le travail se fait alors de plus en plus personnel et prenant comme sujet /métaphore le corps de la femme nue, souvent tronqué, distordu, d’abord dans des lieux privés puis sur les plages de Normandie ou à la Baie des Anges.
En 1979, il reçoit la médaille du progrès de la Royal Photographic Society.
Il est un des plus influents photographes anglais du XXe siècle. Il a ouvert, avec ses noirs et blancs fortement contrastés, de nombreuses perspectives esthétiques.
Bill Brandt meurt à Londres le 20 décembre 1983, à l’âge de 79 ans.

## Publications
- 1936 : The English at Home. 63 photographs, Batsford Verlag, Londres
- 1938 : A Night in London
- 1948 : The camera in London, Focal Press, Londres
- 1961 : Perspective of Nudes, Bodley Heat, Londres ; édition française Perspectives sur le nu, Paris, Éditions Prisma, (90 photographies)[4].
- 1982 : Nudes. 1945-1980, Fraser, Londres  (ISBN 0-86092-051-8)

Ouvrages posthumes :
- 1984 : Literary Britain, Hurtwood Press, Londres  (ISBN 0-905209-66-4)
- 1985 : Behind the camera. Photographs 1928-1983, Aperture Press, New York  (ISBN 0-89381-181-5)
- 2020 : Bill Brandt, Flammarion.

## Expositions
Liste non exhaustive
- 8 juin - 21 septembre 1985 :  Bill Brandt : behind the camera. Photographs 1928-1983, Philadelphia Museum of Art, Philadelphie.
- 2021 : « Bill Brandt, rétrospective », fondation Mapfre, Paseo de Recoletos, Madrid[5]
- 2022 : « Bill Brandt, inside the mirror », Tate Britain, Londres, du 17 octobre 2022 au 15 janvier 2023[6]